# Ataullah Guerra
Ataullah Guerra (ur. 14 listopada 1987 w Laventille) – piłkarz z Trynidadu i Tobago grający na pozycji ofensywnego pomocnika. Od 2013 jest zawodnikiem klubu Central FC

## Kariera klubowa
Swoją karierę piłkarską Guerra rozpoczął w klubie San Juan Jabloteh, w którym zadebiutował w 2007 roku w rozgrywkach TT Pro League. W sezonach 2007 i 2008 wywalczył z nim dwa tytuły mistrza Trynidadu i Tobago z rzędu. W sezonie 2010/2011 zdobył z nim Puchar Trynidadu i Tobago. W 2011 roku przeszedł do Caledonia AIA, z którym zarówno w 2012, jak i 2013 roku sięgnął po krajowy puchar.
W 2013 roku Guerra wyjechał do Finlandii i został zawodnikiem tamtejszego klubu Rovaniemen Palloseura. Swój debiut w Veikkausliidze zaliczył 14 kwietnia 2013 w przegranym 1:3 domowym meczu z IFK Mariehamn. W zespole z Rovaniemi grał przez rok.
W 2014 roku Guerra wrócił do Trynidadu i Tobago i został zawodnikiem Central FC. W sezonie 2013/2014 wywalczył z nim wicemistrzostwo kraju, a w sezonie 2014/2015 został jego mistrzem.

## Kariera reprezentacyjna
W reprezentacji Trynidadu i Tobago Plaza zadebiutował 27 kwietnia 2008 roku w wygranym 2:0 towarzyskim meczu z Grenadą. W 2015 roku został powołany do kadry Trynidadu i Tobago na Złoty Puchar CONCACAF 2015. Zagrał na nim trzykrotnie: z Gwatemalą (3:1), z Kubą (2:0) i w ćwierćfinale z Panamą (1:1, k. 5:6).